# Le Tertre-Saint-Denis
Le Tertre-Saint-Denis es una comuna francesa situada en el departamento de Yvelines, en la región de Isla de Francia.

## Demografía
| 44 | 53 | 40 | 51 | 82 | 101 | 121 |
| Para los censos de 1962 a 1999 la población legal corresponde a la población sin duplicidades (Fuente: INSEE [Consultar]) |    |    |    |    |     |     |